# Interstate 5
Interstate 5 (I-5) é a principal rodovia interestadual norte-sul da Costa Oeste dos Estados Unidos, em grande parte paralela à costa do Pacífico dos Estados Unidos contíguos, do México ao Canadá. Ela percorre os estados da Califórnia, Oregon e Washington, atendendo a várias cidades grandes da costa oeste, incluindo San Diego, Los Angeles, Sacramento, Portland e Seattle. É a única rodovia interestadual contínua que toca tanto a fronteira mexicana quanto a canadense. Ao cruzar a fronteira mexicana em seu terminal sul, a rodovia continua até Tijuana, Baixa Califórnia, como Carretera Federal 1 (Fed. 1). Ao cruzar a fronteira canadense em seu terminal norte, ela continua até Vancouver como British Columbia Highway 99 (BC 99).
A I-5 foi criada originalmente em 1956 como parte da Interstate Highway System, mas foi precedida por várias trilhas e rodovias construídas no início do século XX. A Pacific Highway foi construída nas décadas de 1910 e 1920 pelos estados da Califórnia, Oregon e Washington e, mais tarde, foi incorporada à U.S. Route 99 (US 99) em 1926. A I-5 segue em grande parte a rota da US 99, com exceção de partes ao sul de Los Angeles e no Vale Central da Califórnia. A rodovia foi construída em segmentos entre 1956 e 1978, incluindo seções de via expressa da US 99 que foram construídas anteriormente para contornar várias cidades ao longo da rota. A US 99 foi removida em 1972.

## Principais ligações
- I-805 (passagem secundária), ao sul de San Diego, Califórnia
- I-15, em San Diego, Califórnia (futura; esta freeway geralmente é indicada como State Route 15)
- I-8, em San Diego, Califórnia
- I-805 (passagem secundária), ao norte de San Diego, Califórnia
- I-405 (passagem secundária) até El Toro Y, em Irvine, Califórnia
- I-605, em Santa Fe Springs, Califórnia
- I-710 a sudeste do centro de Los Angeles, Califórnia
- I-10 até o complexo East Los Angeles Interchange, à leste do centro de Los Angeles, CalifórniaConfluência da Interstate 5 e Interstate 90 em Seattle, Washington.

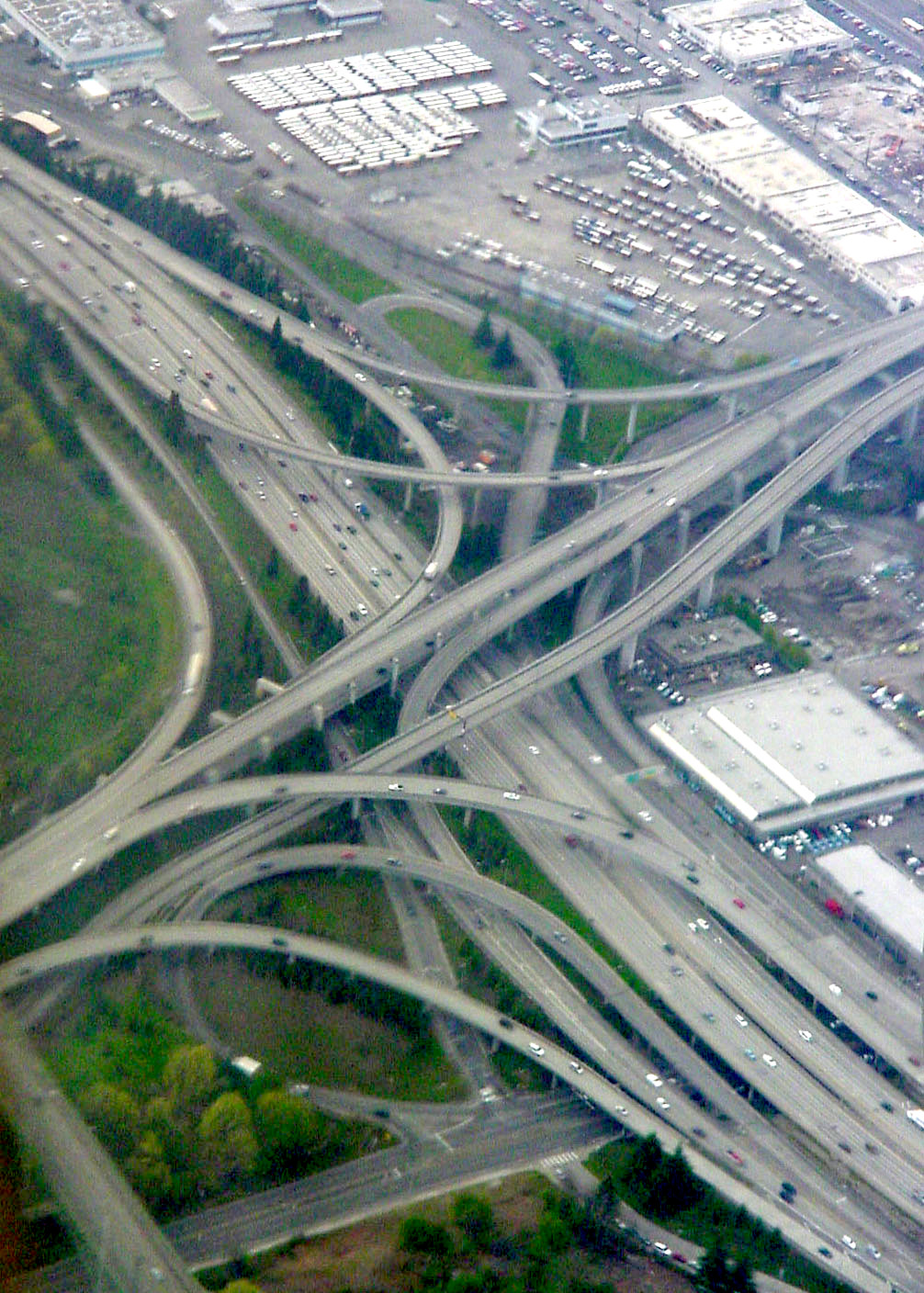
Confluência da Interstate 5 e Interstate 90 em Seattle, Washington.

- I-405 (passagem secundária), em Sylmar, Califórnia
- I-210, em Sylmar, Califórnia
- I-580, em Tracy, Califórnia
- I-205, em Tracy, Califórnia
- I-305, em Sacramento, Califórnia (afastada, conhecida como Business Loop 80.)
- I-80, em Sacramento, Califórnia
- I-505, em Dunnigan, Califórnia
- I-105, em Eugene, Oregon
- I-205 (passagem secundária), em Tualatin, Oregon (ligação sul)
- I-405 (passagem secundária), em Portland, Oregon (ligação sul)
- I-84, em Portland, Oregon
- I-405 (passagem secundária), em Portland, Oregon (ligação norte)
- I-205 (passagem secundária), em Salmon Creek, Washington (ligação norte)
- I-705, em Tacoma, Washington
- I-405 (passagem secundária), em Tukwila, Washington (ligação sul)
- I-90, em Seattle, Washington
- I-405 (passagem secundária), em Lynnwood, Washington (ligação norte)